# Perspective forcée
La perspective forcée est, en architecture, un procédé visuel fondé sur la perspective linéaire qui vise à donner artificiellement une impression de profondeur ou de profondeur supplémentaire. Ce principe s'apparente au trompe-l'œil pictural et doit son procédé à l’Autel que Donato Bramante conçut en 1480 en fonction des contraintes architectoniques de l’église Santa Maria Presso San Satiro à Milan. 
Au théâtre et au cinéma, la perspective forcée est l'un des effets spéciaux destinés à simuler des différences de taille entre des objets ou des personnages intervenant dans une même scène.

## Histoire de la perspective forcée

### Architecture (Bramante, Scamozzi et Borromini)
Si le Trompe-l’oeil pictural est courant au théâtre et en architecture durant l'Antiquité et plus spécialement dans le deuxième style pompéïen, le proprement dit trompe-l’oeil architectural apparait seulement à la Renaissance après les théorisations de la perspective par les artistes et savants urbinates, tels que Piero della Francesca, Luciano Laurana, Francesco di Giorgio Martini, Leon-Battista Alberti, dans cette région des Marches qui voit naître Donato Bramante et Raphaël. 
Appliquée aux plafonds et aux voûtes des édifices, l’art de perspective forcée se nomme, dans l’Italie de la Renaissance, la quadratura dont Andrea Mantegna et Melozzo da Forlì sont les précurseurs autour dans le seconde partie du XVe siècle respectivement dans le champ civil et religieux. Loin de se résumer à un procédé, la quadratura cherche alors à investir l’espace environnant et les surfaces géométriques par l’outil perspectiviste. 
(voir La Chambre des Époux d’Andrea Mantegna et la Sacristie San Marco de Melozzo da Forlì)

#### L’Autel du Bramante

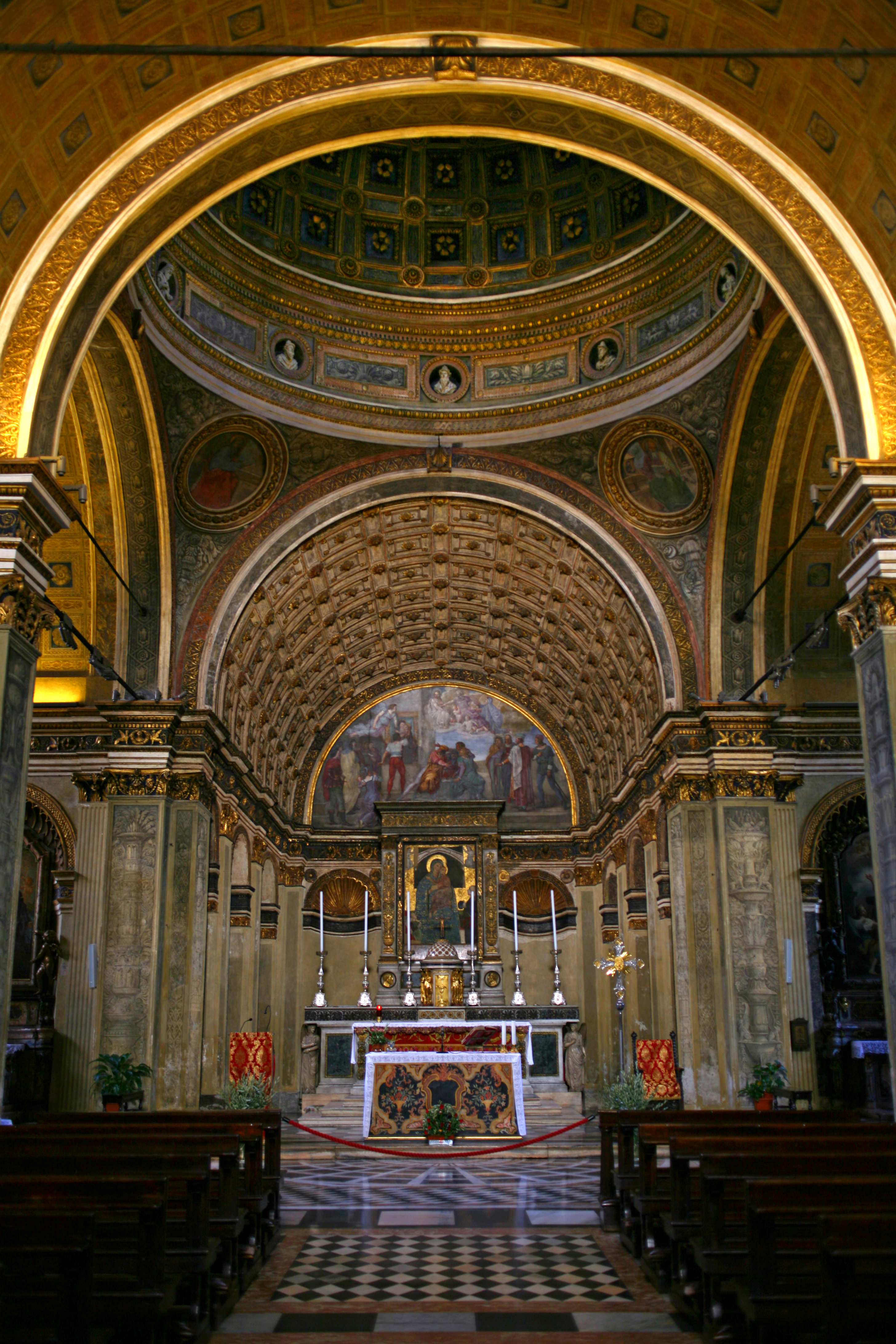
Vue frontale de L'Autel du Bramante pour l’église Santa Maria presso San Satiro à Milan
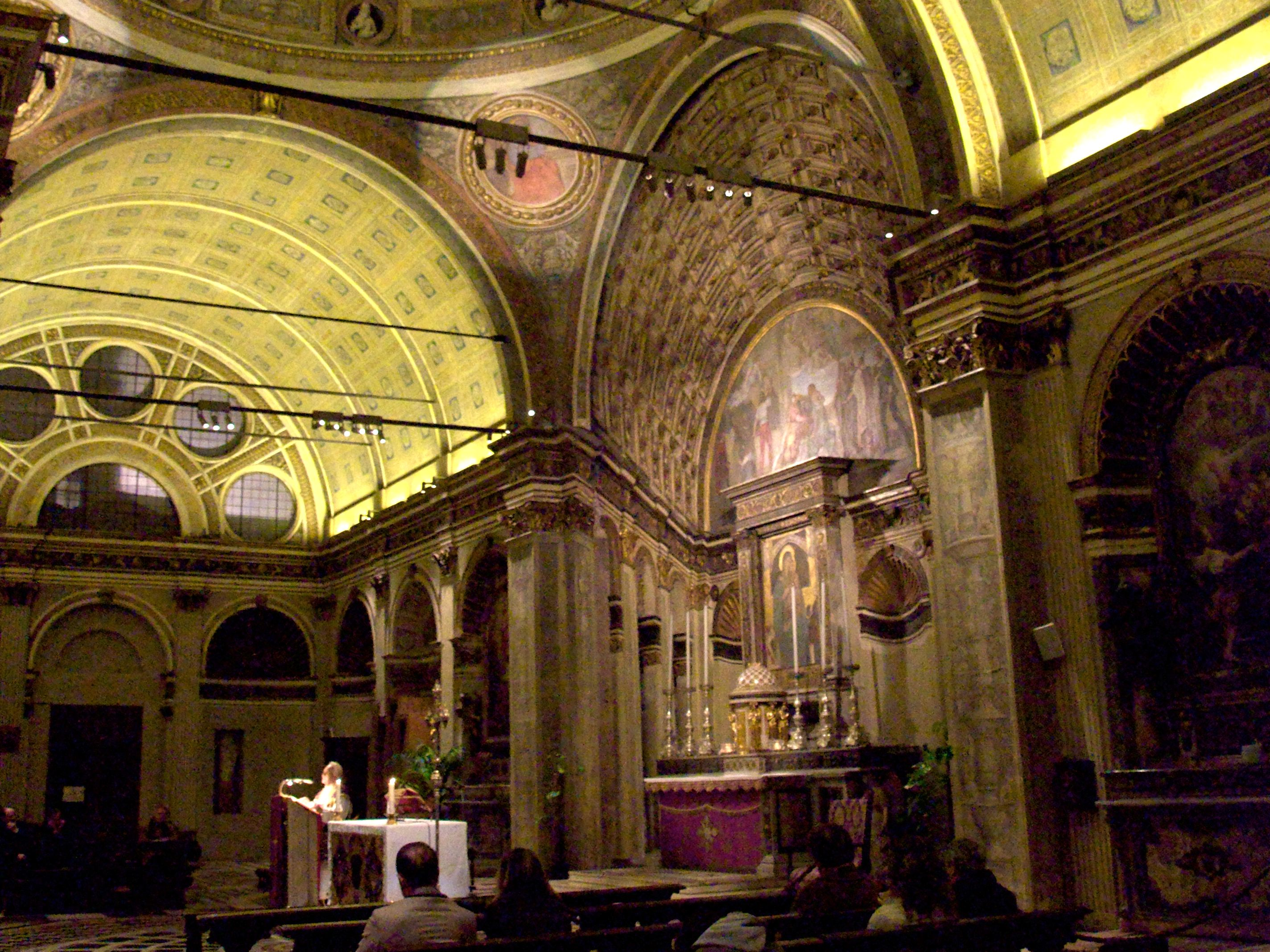
Vue latérale droite de l’Autel du Bramante
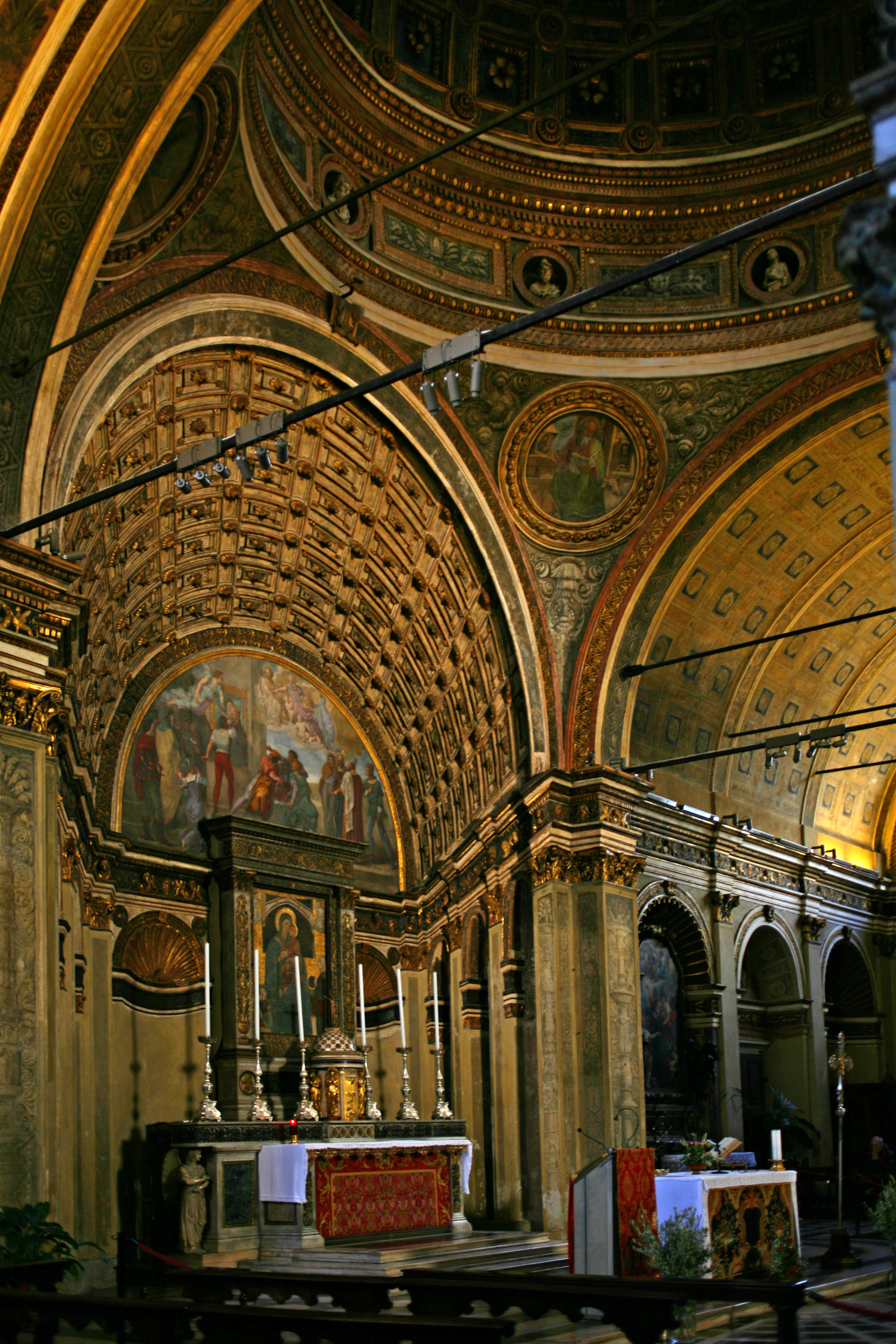
Vue latérale gauche de l’Autel du Bramante

Le Terme de Perspective forcée apparait dans le langage technique plus qu’historiographique. En effet, il ne tient pas compte de l’acte inaugural de Bramante à Milan, en 1480, où ce dernier conjugue la remise à l'honneur de l’architecture romaine antique et les découvertes optiques de la perspective.

#### Le théâtre olympique

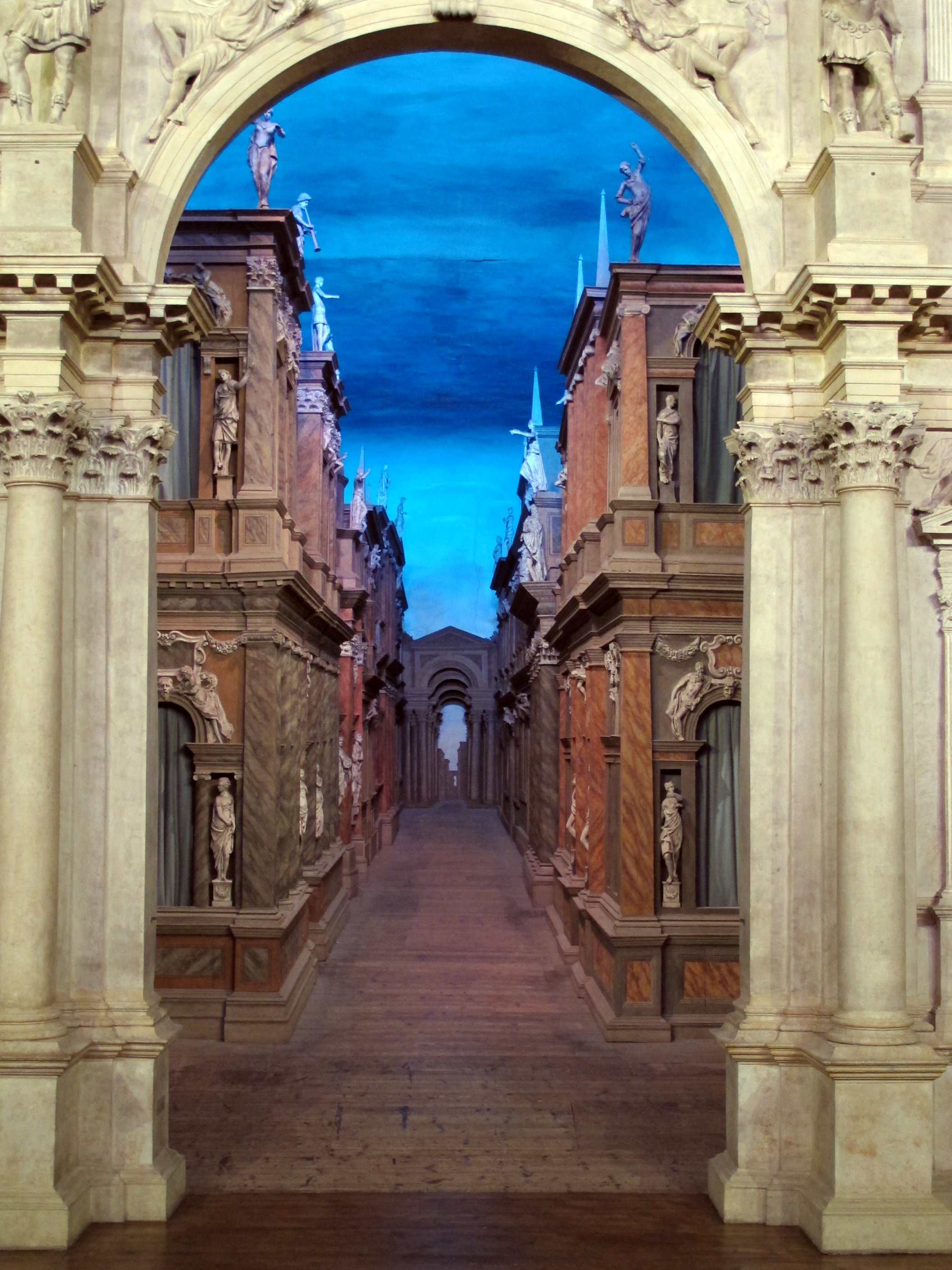
Vue frontale du portique central de l’espace scénique du Teatro Olimpico de Vicence
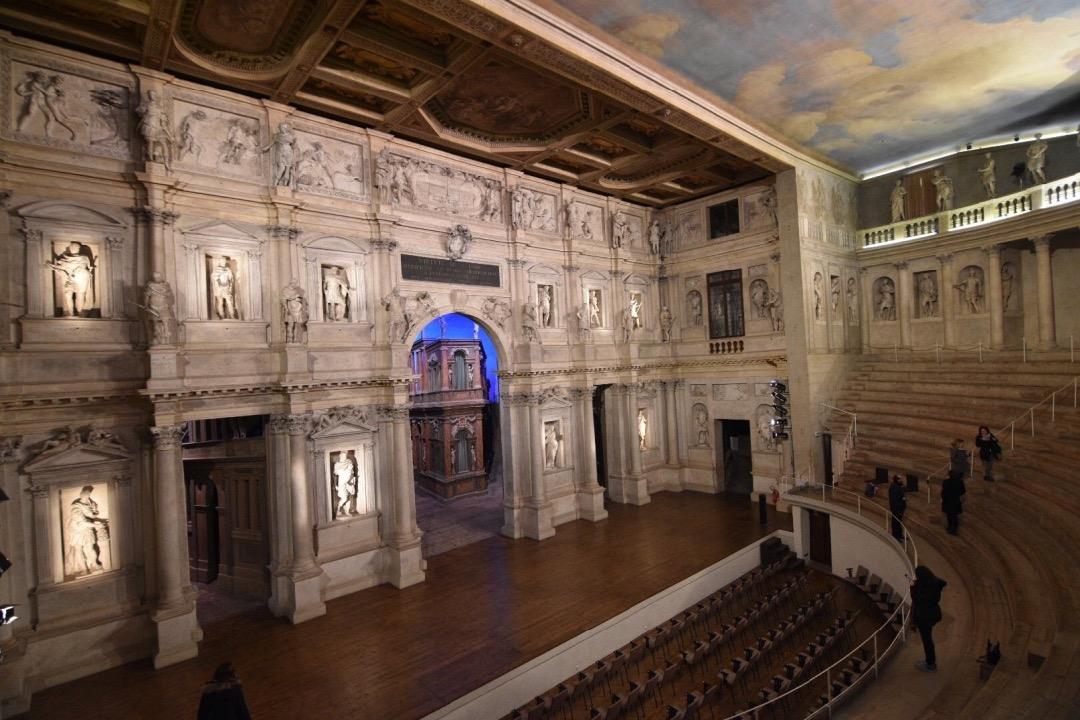
Plan large sur l’espace scénique et une partie des tribunes du Teatro olimpico
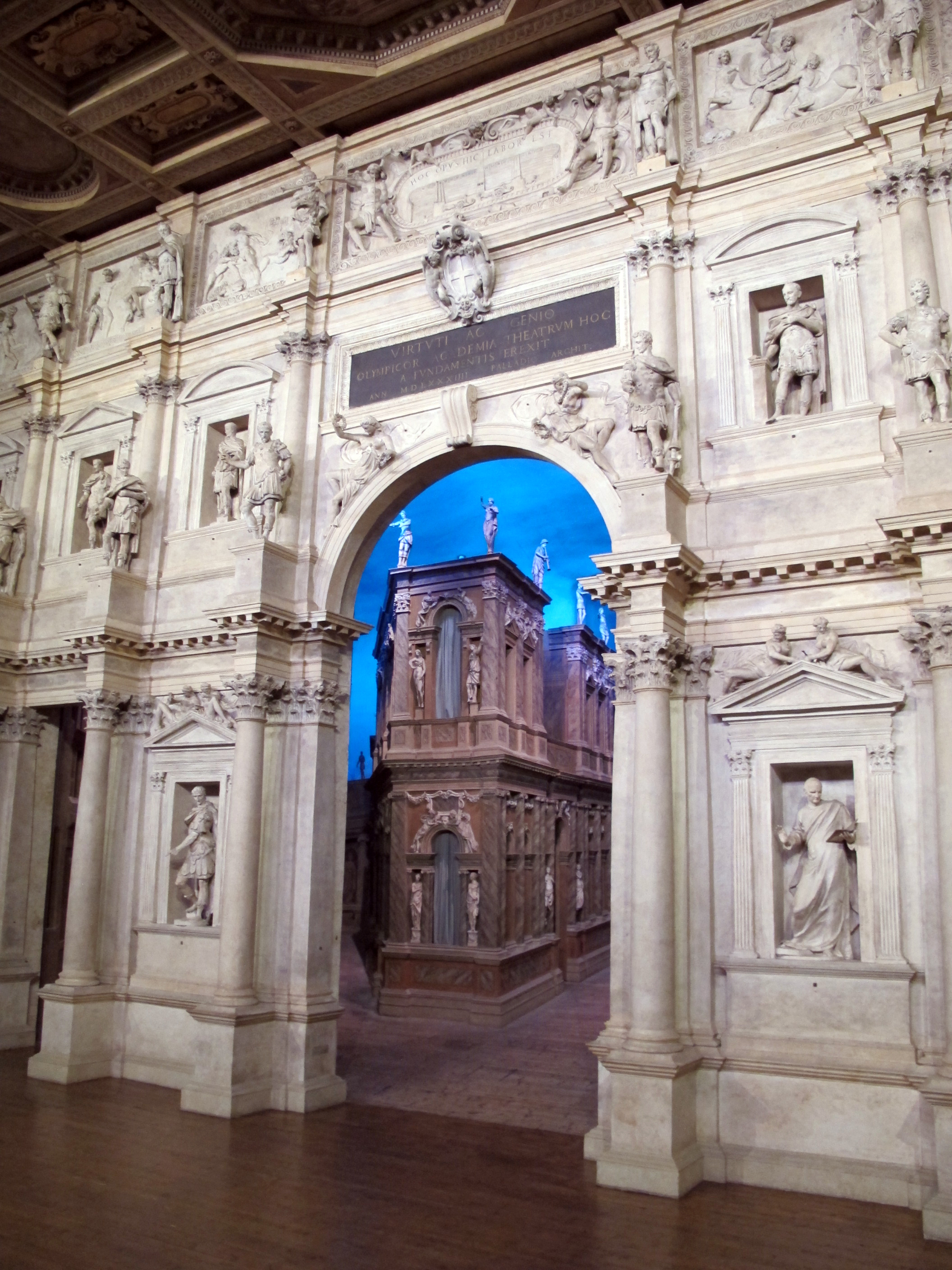
vue latérale droite de l’espace scénique

Aussi, la perspective forcée correspond, avec la scène du Teatro Olimpico de Vincenzo Scamozzi en 1580, ou avec Francesco Borromini en 1632, à un développement logique et hors contrainte de la fausse perspective de San Satiro du Bramante qui s’y réduit après coup à un cas particulier extrême, d’une perspective sur un quasi-plan, et non d’une perspective dans l’espace tout entier.

#### La Galerie Borromini

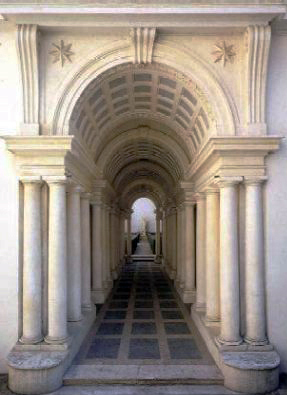
Vue frontale de la Galerie Borromini
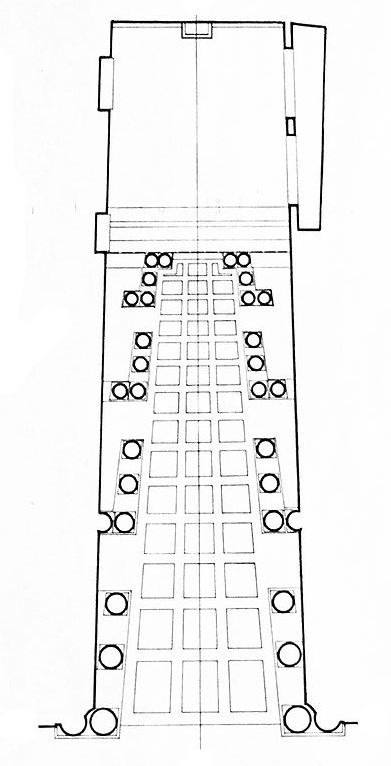
plan de la Galerie de Francesco Borromini
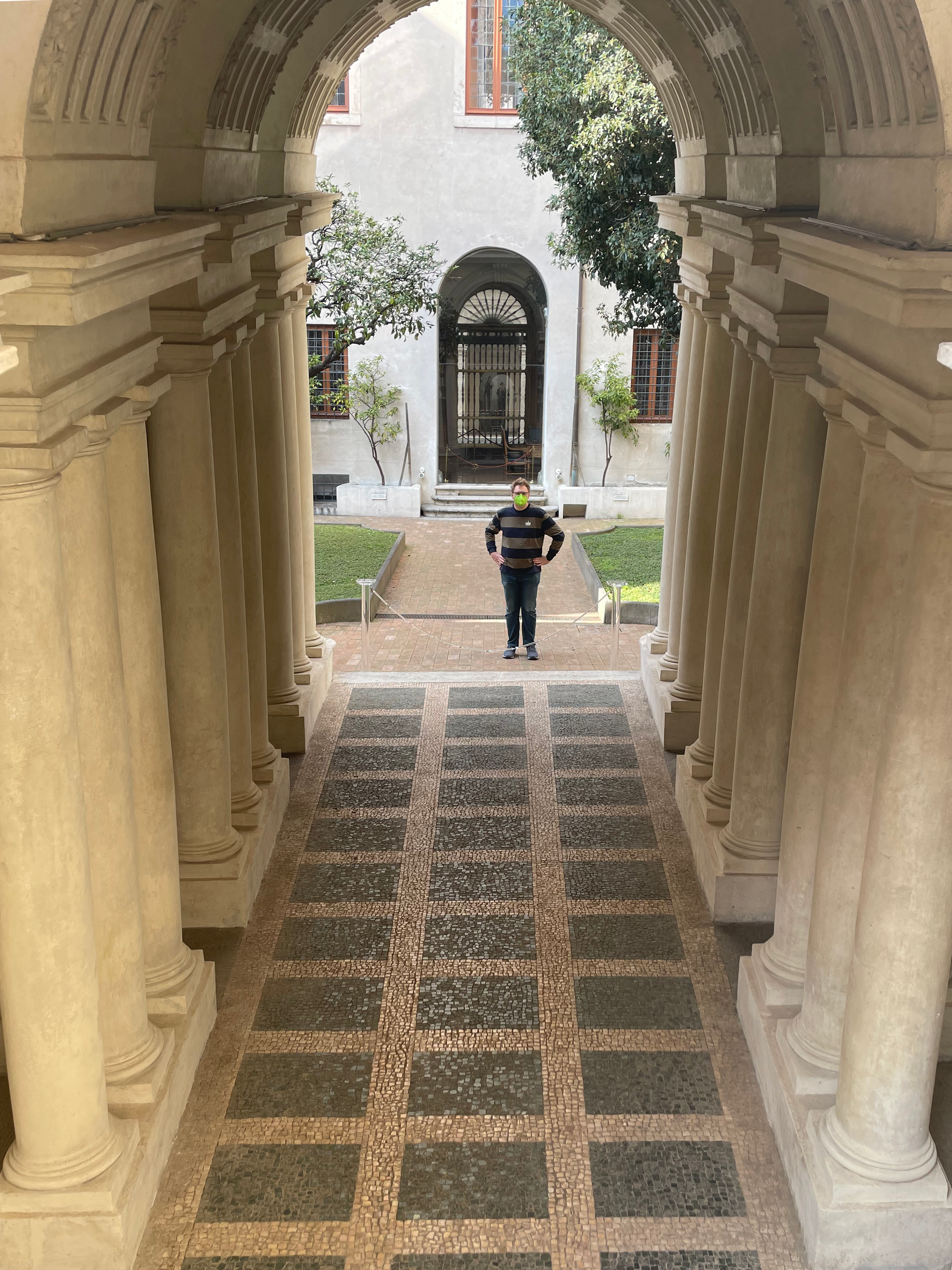
Vue opposée de la Galerie du Borromini

### La perspective forcée dans le Cinéma
Encore plus tardive, la perspective forcée est apparue en 1910 et a été utilisée dans les années 1950 et 1960 jusqu’à aujourd’hui, pour les décors des films à petit budget. 

#### Buts, moyens
- En studio, pour amplifier la profondeur d'une scène, on prolonge les premiers éléments du décor par des objets à taille réduite, des maquettes. Si la caméra est bien placée, on obtient une illusion d'éloignement de l'arrière-plan. Il est également possible d'exagérer la taille des premiers éléments de décor.
- Pour faire apparaître des personnages plus grands les uns que les autres, une technique similaire s'applique, mais avec l'effet inverse : le personnage que l'on souhaite rapetisser sera simplement éloigné de la caméra. Pour que le système fonctionne, il faut naturellement que les autres références visuelles coïncident. Ainsi, les éléments de décor environnant le personnage éloigné devront être proportionnellement plus grands, afin de donner l'illusion. Ils devront également se raccorder harmonieusement avec ceux du premier plan.
- Il faut que l'éclairage soit intense (à cause de la petite taille du diaphragme pour augmenter la profondeur de champ) et identique sur tous les plans.
- Faire tourner la caméra est possible autour du point nodal, en panoramique.

#### Remarques

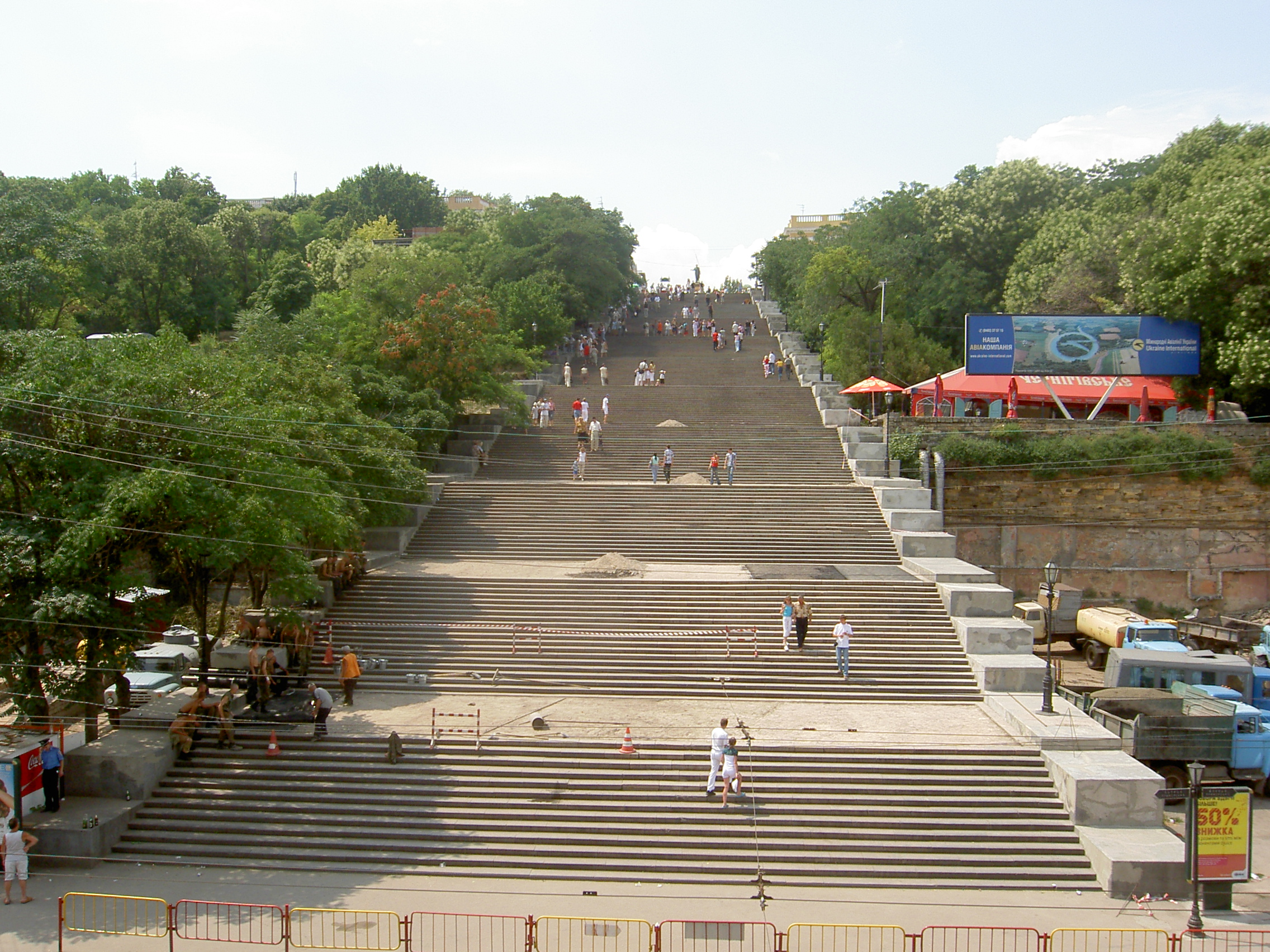
L'escalier du Potemkine, à Odessa, provoque une illusion d'optique, la largeur de ses marches étant de plus en plus réduite en allant vers le haut.

Ces diverses contraintes font que la perspective forcée est plus aisément utilisée en caméra fixe. 
En effet, lors des déplacements, il est difficile d'ajuster simultanément les repères visuels qui forment la perspective. 
Néanmoins cette technique existe, on peut alors parler de « perspective forcée animée », dont voici un exemple récent, tiré du tournage du film Le Seigneur des anneaux : La Communauté de l'anneau : on souhaite filmer deux personnages derrière une table, l'un devant paraître plus grand que l'autre, tout en faisant évoluer l'angle de vue. On utilise un travelling latéral pour le déplacement de la caméra, et simultanément, le siège sur lequel est assis le personnage en arrière-plan coulisse dans le sens opposé, sur une autre piste de travelling. Il n'est pas possible de synchroniser ces mouvements manuellement, aussi les deux déplacements sont-ils gérés par ordinateur avec des moteurs asservis.
À noter qu'il est impossible d'utiliser la stéréoscopie avec cette technique qui joue sur la fusion de divers plans en un seul impossible avec une vision bifocale.
La perspective forcée est également utilisée dans des parcs d'attractions tels que Disneyland Paris à Main Street. Cette perspective forcée donne l'impression que le château de la Belle au bois dormant est loin lors de l'arrivée dans le parc (alors qu'il n'est qu'à 300 mètres) et donne également l'impression que la sortie est beaucoup plus proche lorsque les visiteurs quittent le parc.

## Retournement de laperspective forcéedans l’art contemporain.
Inversement à ce que l’on nomme perspective forcée, le travail de l'artiste suisse, Felice Varini, consiste à recréer au sein de l’espace architectural, et dans sa profondeur, une planéité virtuelle sur laquelle s’inscrivent des formes géométriques planes.

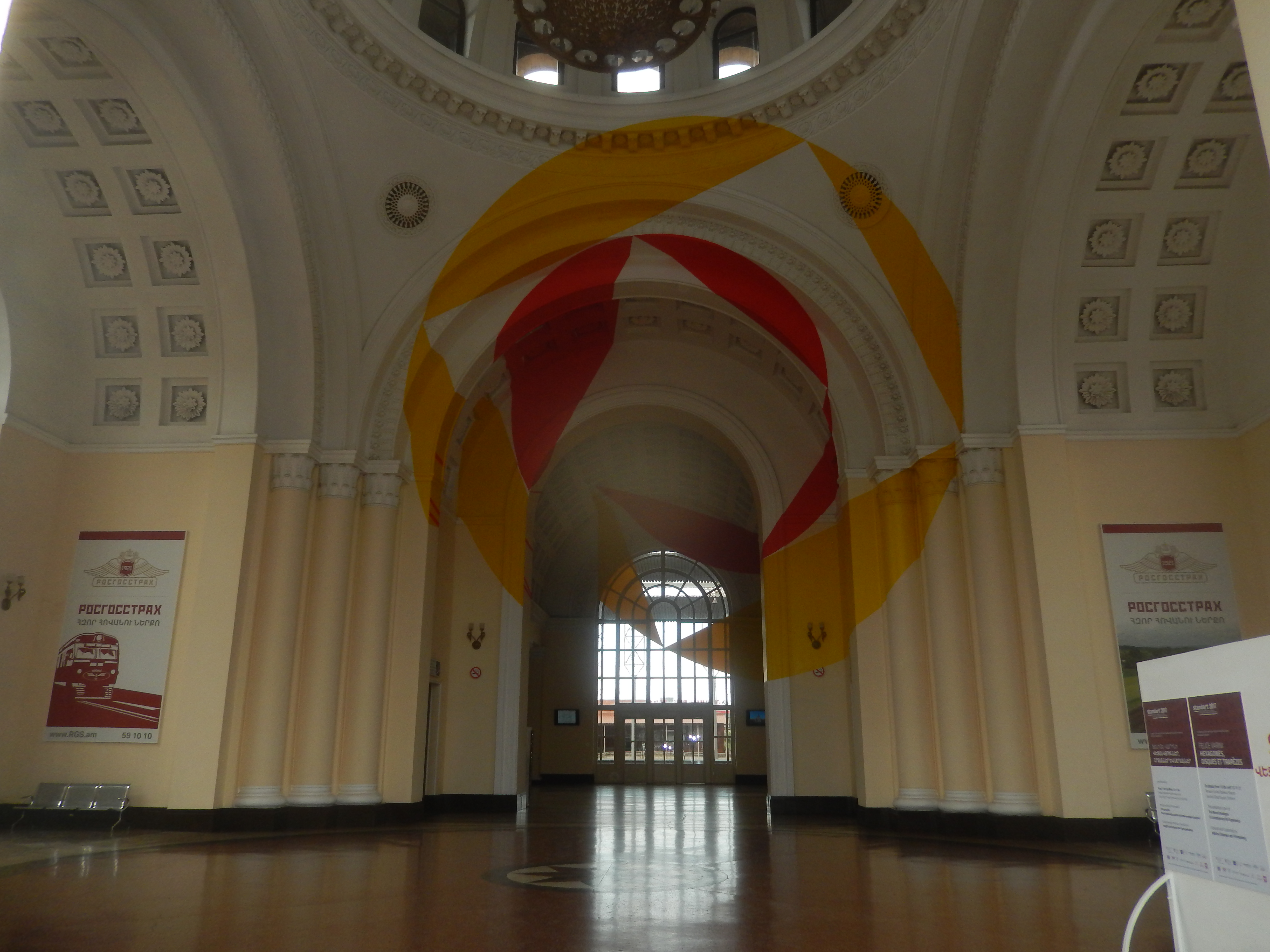
Intervention de Felice Varini sur l’espace intérieur du Yerevan Railway station building
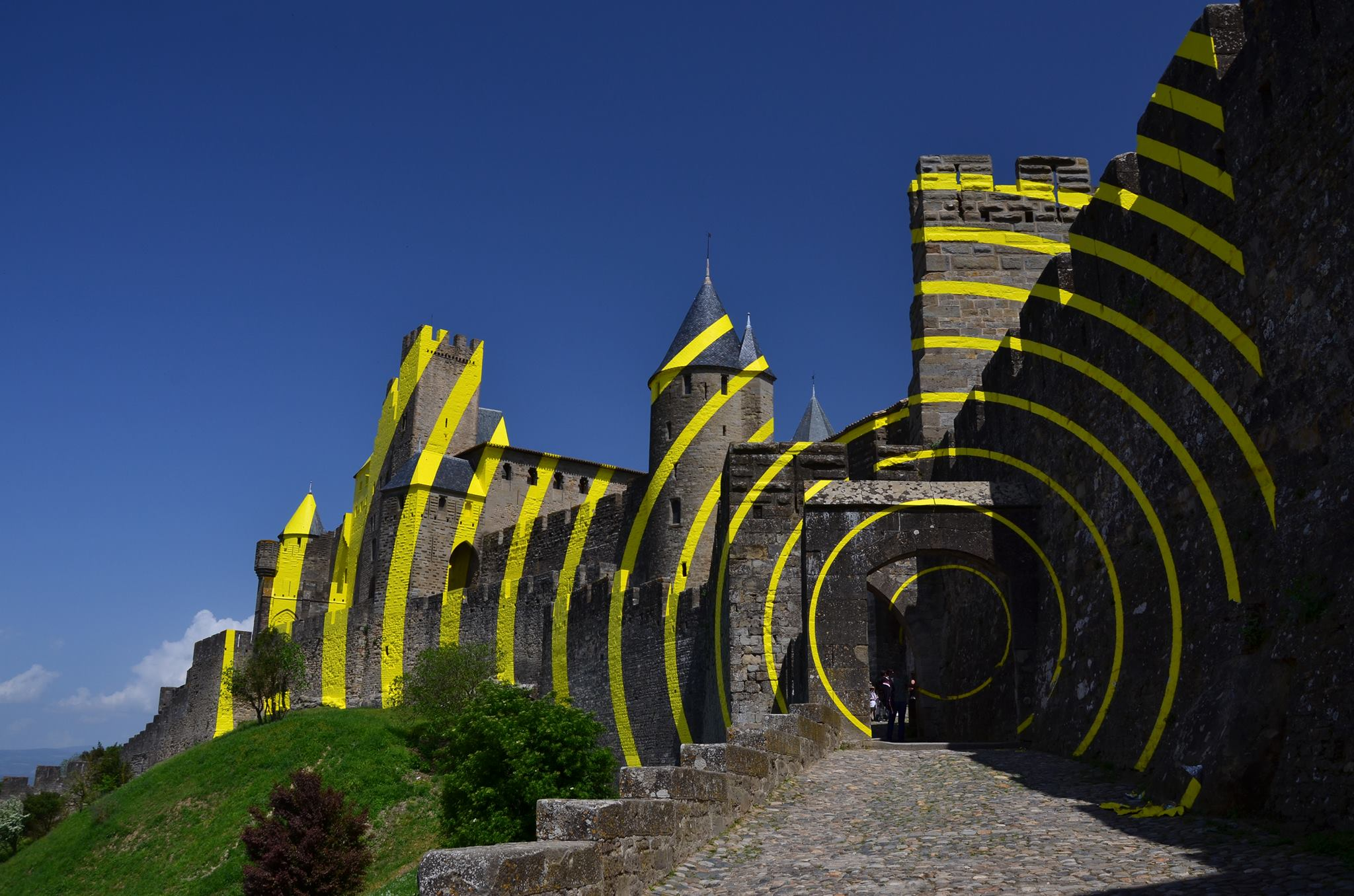
Intervention de Felice Varini sur la Cité de Carcassonne (2018)
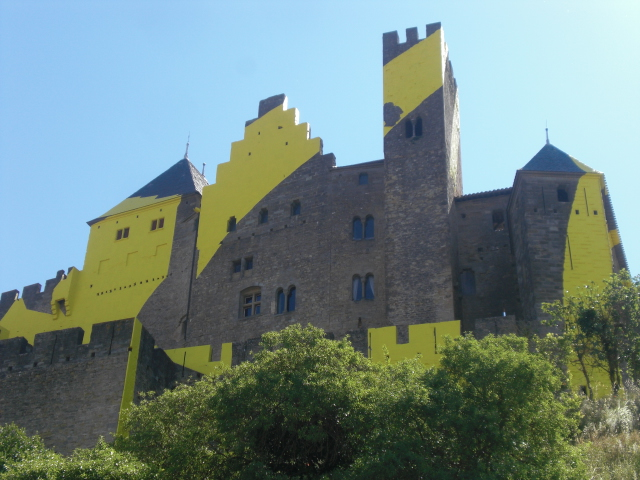
Vue décentrée de l’intervention de Felice Varini sur la Cité de Carcassonne

### Trompe-l’œil
- Trompe-l'œil ; Mouvement Trompe-l'œil/Réalité

### Perspective
- Perspective ; Perspective curviligne ; Perspective linéaire ; Point de fuite ; Ligne de fuite ; Projection centrale ; Géométrie projective

### Artistes et mouvements
- Donato Bramante ; Vincenzo Scamozzi ; Francesco Borromini ; art romain ; style pompéien ; Renaissance ; Renaissance à Florence ; Renaissance à Urbino ; Felice Varini.

### Autres
- Anamorphose ; Ha-ha ;